# Громославское сельское поселение
Громославское сельское поселение — сельское поселение в Октябрьском районе Волгоградской области. 
Административный центр и единственный населённый пункт в составе сельского поселения — село Громославка.

## Население
| 2010 | 2012 | 2013 | 2014 | 2015 | 2016 | 2017 |
| ---- | ---- | ---- | ---- | ---- | ---- | ---- |
| 582  | ↘581 | ↘562 | ↘556 | ↘548 | ↘531 | ↘516 |
| 2018 | 2019 | 2020 | 2021 |      |      |      |
| ↗518 | ↗522 | ↘505 | ↗506 |      |      |      |

## Состав сельского поселения
| № | Населённый пункт | Тип населённого пункта       | Население |
| - | ---------------- | ---------------------------- | --------- |
| 1 | Громославка      | село, административный центр | ↗506      |